# Dioridium borgmeieri
Dioridium borgmeieri là một loài bọ cánh cứng trong họ Cerambycidae.